# Neptunia triquetra
Neptunia triquetra là một loài thực vật có hoa trong họ Đậu. Loài này được (Vahl) Benth. miêu tả khoa học đầu tiên.